# Michela Figiniová
Michela Figiniová (* 7. dubna 1966 Prato) je bývalá švýcarská reprezentantka v alpském lyžování, specialistka na klouzavé disciplíny. Byla členkou klubu SC Airolo, v letech 1984 a 1985 byla zvolena švýcarskou sportovkyní roku.
Na mistrovství světa juniorů v alpském lyžování v roce 1983 získala bronzovou medaili v obřím slalomu a v kombinaci. Na Zimních olympijských hrách 1984 se stala olympijskou vítězkou ve sjezdu, v obřím slalomu obsadila 12. místo. Na Zimních olympijských hrách 1988 získala stříbrnou medaili v super G, ve sjezdu skončila devátá a obří slalom nedokončila. Stala se mistryní světa ve sjezdu v roce 1985 a získala dvě stříbrné medaile na MS 1987 (ve sjezdu a super G). Vyhrála 26 závodů. Vyhrála 26 závodů Světového poháru, získala velký křišťálový glóbus za celkové prvenství v letech 1985 a 1988 a šest malých křišťálových glóbů (za sjezd 1985, 1987, 1988 a 1989, za super G 1988 a za obří slalom 1985 ex aequo s Němkou Marinou Kiehlovou). Čtyřikrát byla mistryní Švýcarska (ve sjezdu 1984, 1985 a 1989 a v obřím slalomu 1988).
Kariéru ukončila v roce 1990 a provdala se za italského sjezdaře Ivana Camozziho, má dvě děti. Působí jako televizní komentátorka.